# Doručovací box

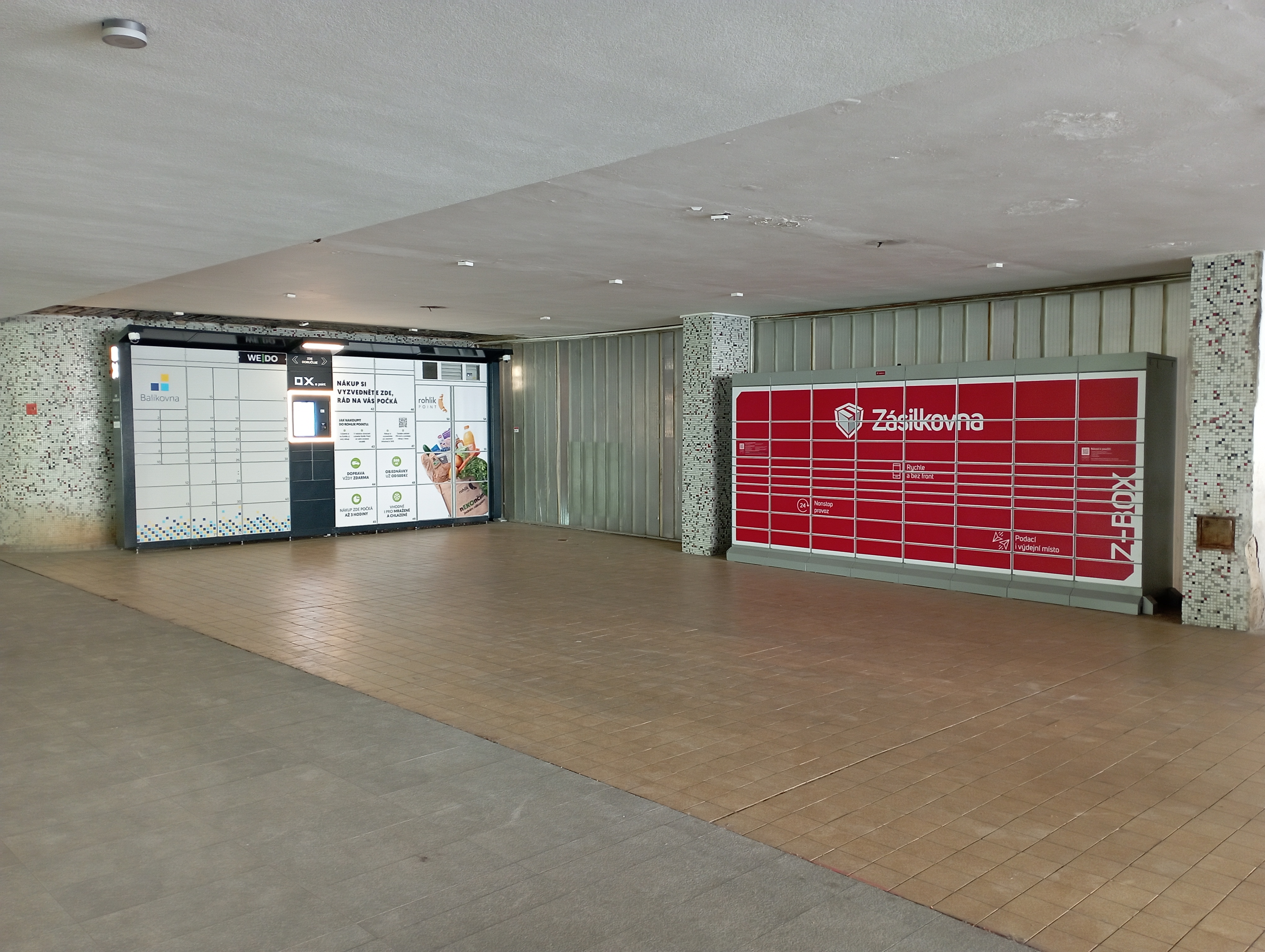
Doručovací boxy různých typů (s displejem a bez displeje) a společností v areálu nemocnice Motol v Praze (2023)

Doručovací boxy jsou schránky pro samoobslužné vyzvednutí, případně i podání (odeslání) zásilek, typicky balíků. Technologie funguje v mnoha zemích světa, včetně České republiky, kde své boxy pod různými názvy provozují například doručovací společnosti Zásilkovna, DPD, PPL či GLS. Krom zasilatelských společností své boxy provozují (2022) např. internetové obchody Alza.cz (alzabox), Allegro (One box) nebo obchod s nábytkem IKEA, lékárny Dr.Max a Pilulka nebo spotřební družstvo provozující síť samoobsluh COOP. Schránky sloužící k úschově objednaného nákupu včetně jídla (tyto boxy obsahují také chladicí a mrazicí část) provozuje kromě COOPu také společnost Rohlík (v prosinci 2022 provozovala 10 tzv. Rohlík Pointů, všechny v Praze). Schránky pro úschovu objednaných uvařených obědů (8 v listopadu 2024) provozuje společnost Lunchbox.

## Provoz v Česku

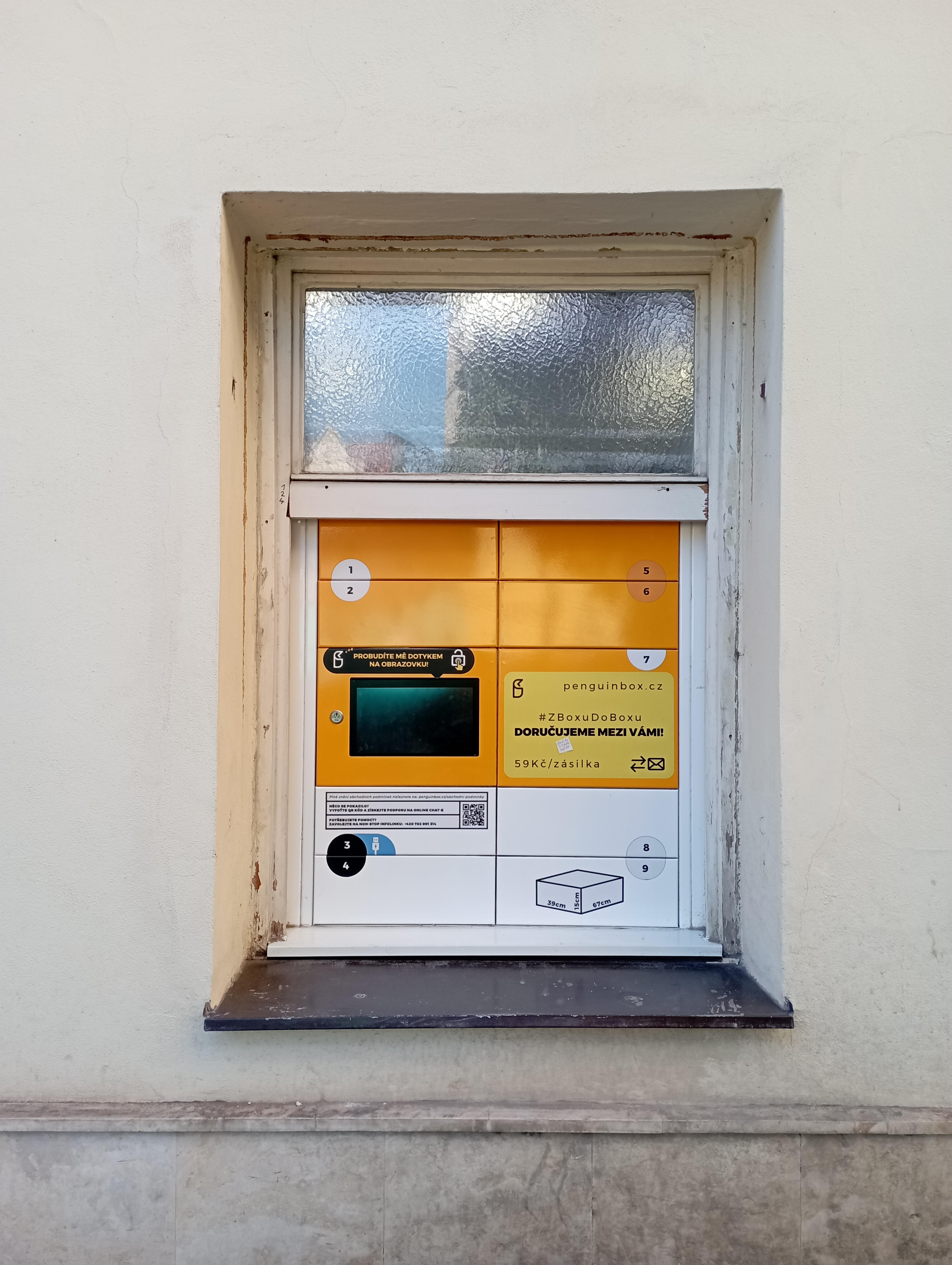
Malý Penguin Box v okně budovy v centru Prahy (2023)

V Česku provozují své boxy společnosti Zásilkovna (Z-BOX; 3 400 boxů v prosinci 2022, v zahraničí funguje pod názvem Packeta), Alza.cz, DPD, které využívá vedle svých DPD boxů také boxy společnosti Alza (Alzaboxy, v prosinci 2022 jich měla přes 1 200), PPL (PPL Parcelboxy) a jiné. Někdy jsou boxy jedné společnosti využívány i jinými společnostmi.
V srpnu 2012 uvedla Česká pošta do provozu svůj první balíkomat (služba Balíkovna) na pražské hlavní poště (v současnosti je na jeho místě BOX OX). V srpnu 2022 začala Balíkovna využívat doručovací boxy společnosti OX Point. Česká pošta kromě doručování do boxů přes službu Balíkovna nabízí také pronajmutí poštovní schrány nebo poštovní přihrádky neboli P. O. boxu (na poště), do firem pro odesílání většího množství zásilek nověji nabízí také malou přenosnou schránku, tzv. PostBox. Ve výjimečných případech, specifikovaných v § 16, odst. 1 vyhlášky 464/2012 Sb. (ze dne 17. prosince 2012), o stanovení specifikace jednotlivých základních služeb a základních kvalitativních požadavků na jejich poskytování, jsou poštovní zásilky dodávány do dodávacích schrán umístěných na vhodném místě. V určených případech hradí náklady na pořízení těchto dodávacích schrán poskytovatel poštovních služeb.
Koncem září 2024 Česká pošta oznámila možnost zavedení domovního boxu pro balíky. Provoz WEDO boxů byl ukončen k 31. březnu 2023 a tyto boxy byly nahrazeny Alzaboxy. Logistický operátor WEDO by Allegro se v roce 2024 mění na One by Allegro, který zároveň zřizuje nové boxy pod hlavičkou One Box. V roce 2025 vydala nezisková organizace Naše kultivovaná města dokument s názvem Strategie pro výdejní boxy, který je dostupný online.

## Provoz ve světě
V Německu byl pilotní provoz automatů, označovaných jako Packstationen nebo (menších) Packetboxů, tedy automatů společnosti Deutsche Post (divize DHL), zahájen v roce 2001 (fungují i v jiných státech, například v Polsku nebo v Itálii).

## Galerie

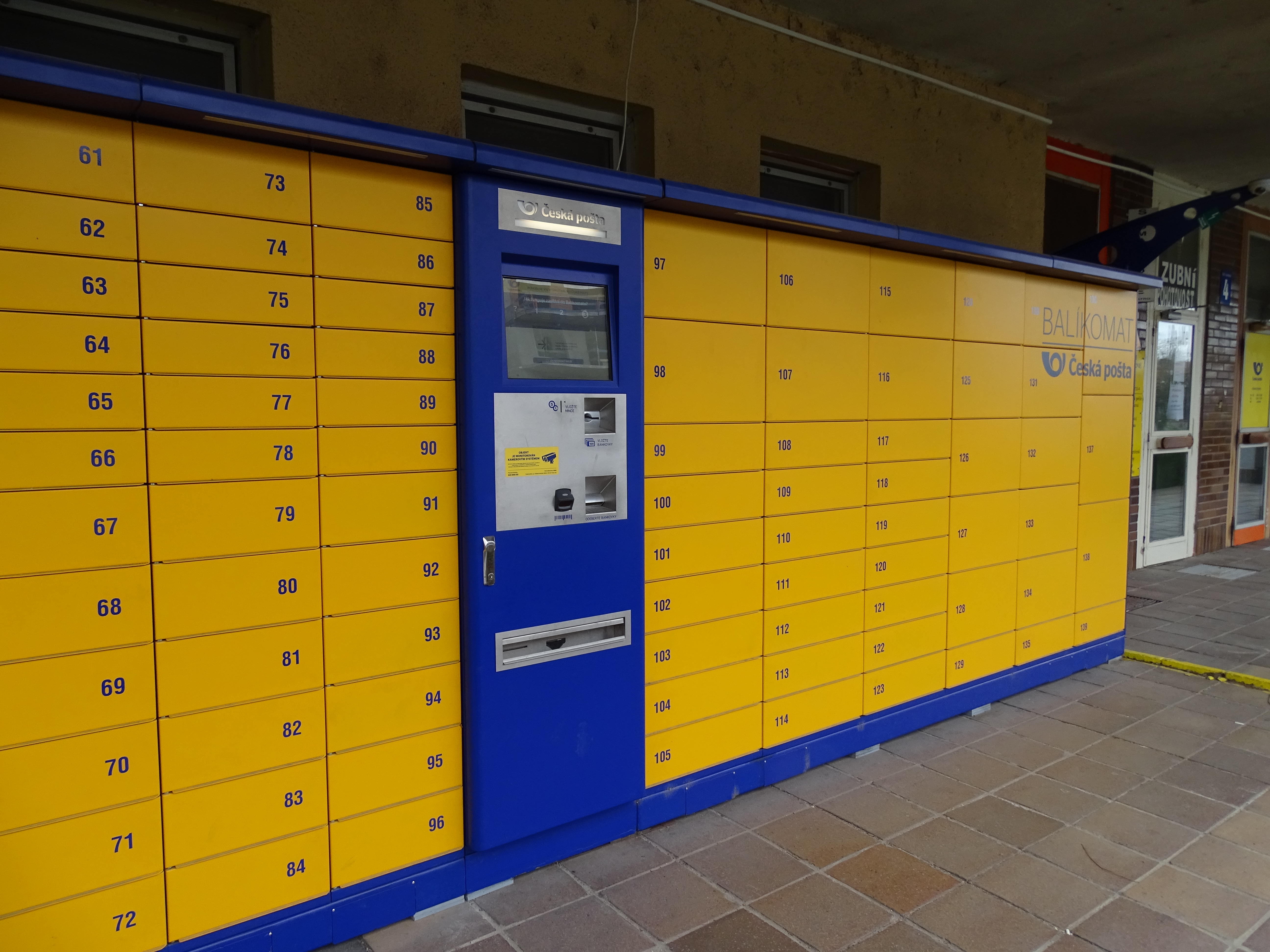
Balíkomat České pošty, který stával v letech 2014–2015 v pražských Modřanech
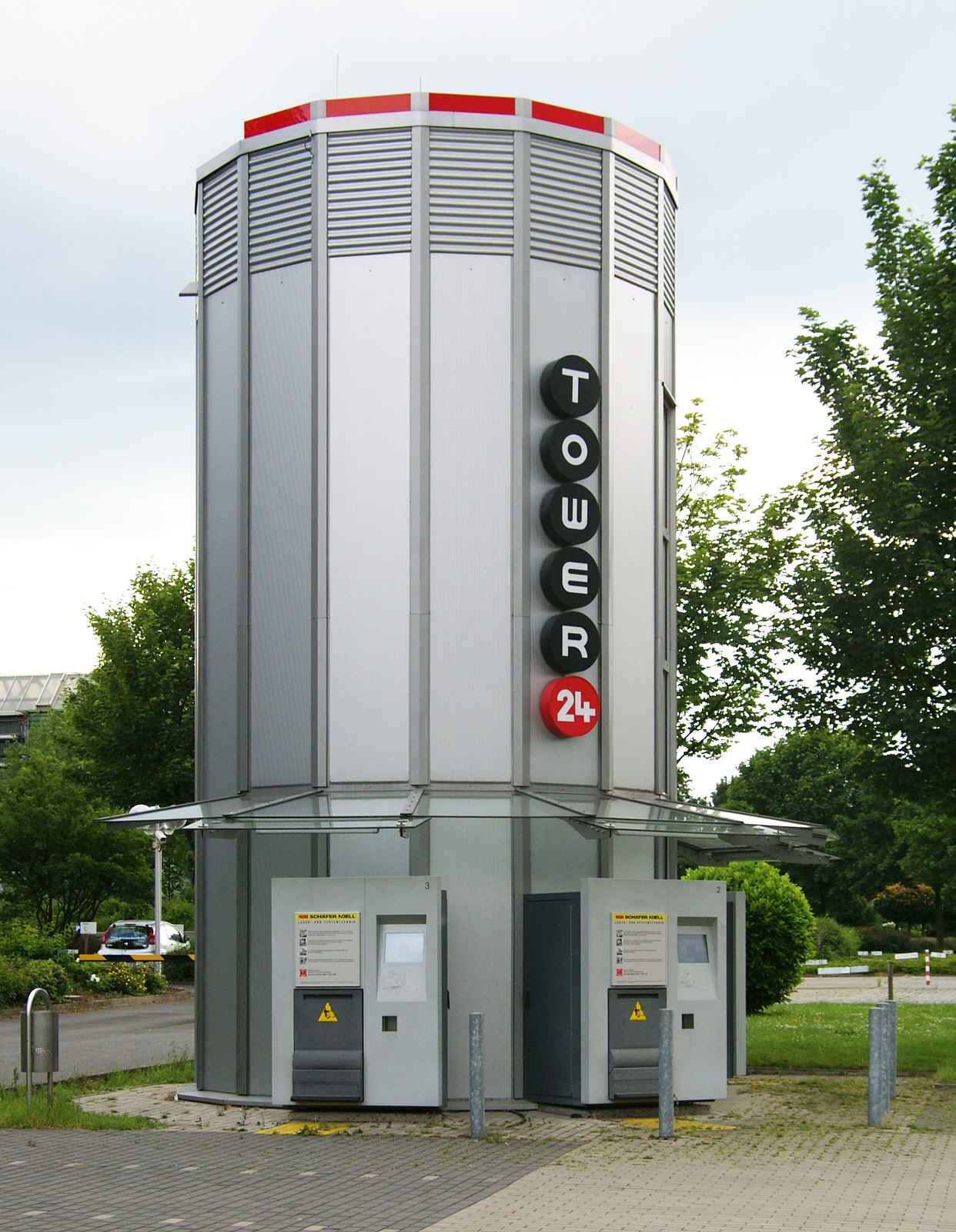
Plně automatizovaný balíkomat v dortmundském technologickém parku (2007)
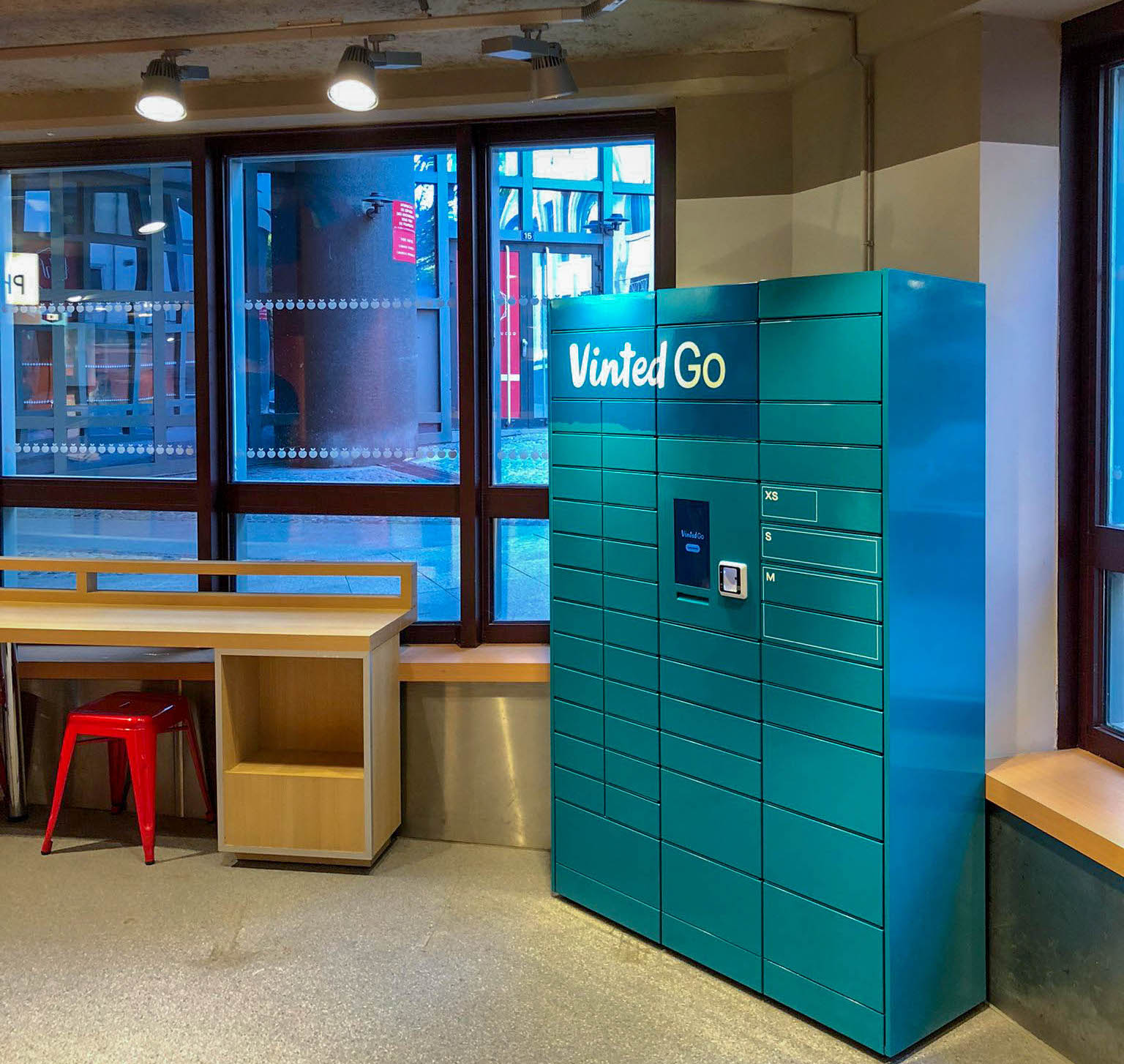
Vinted Go box ve Francii (2022)
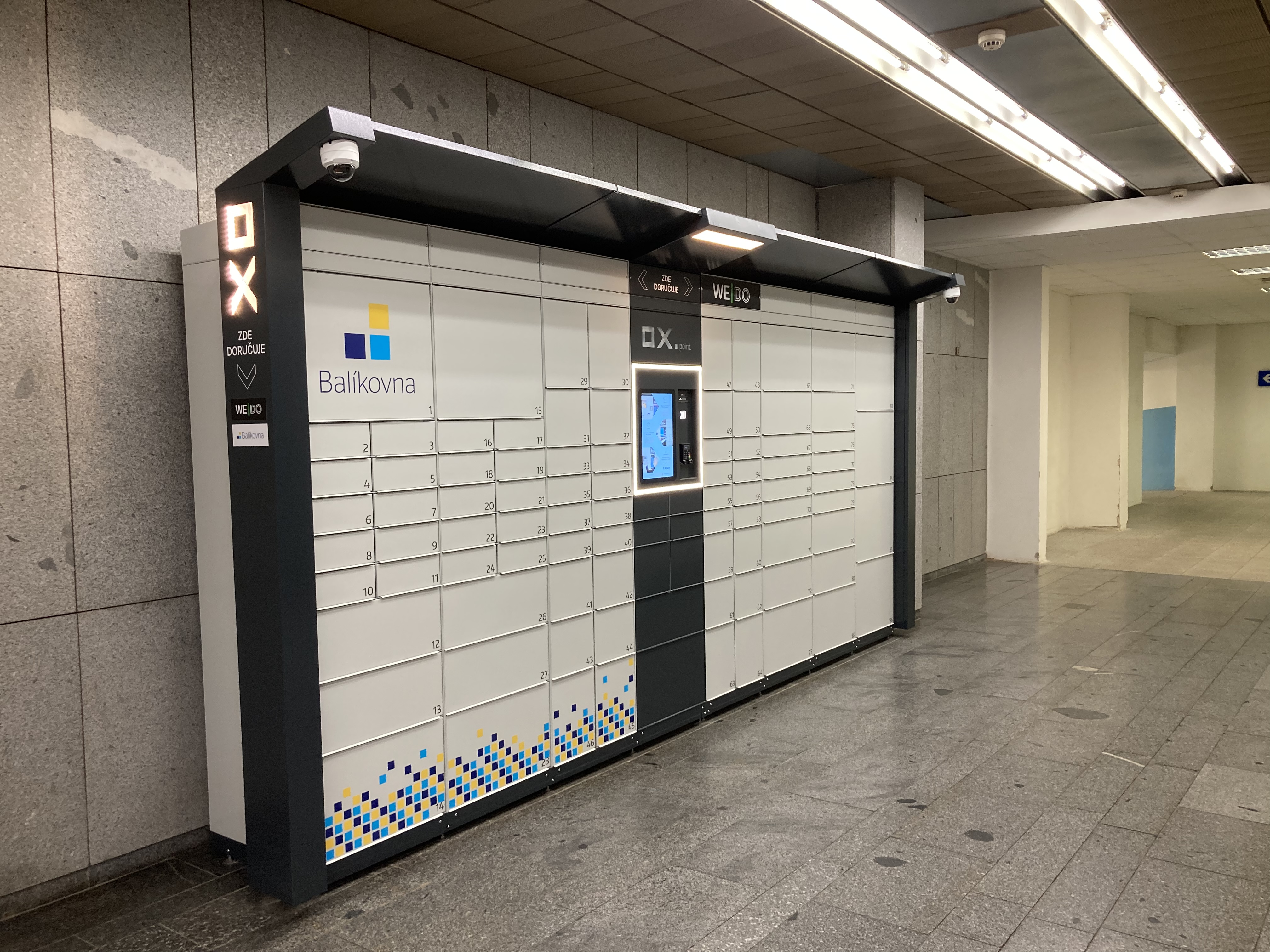
OX Point, který využívá mj. Balíkovna (vlakové nádraží Praha-Holešovice, 2022)